# Сан Джовани Театино
Сан Джова̀ни Театѝно (на италиански: San Giovanni Teatino) е град и община в Южна Италия, провинция Киети, регион Абруцо. Разположен е на 145 m надморска височина. Населението на общината е 13 485 души (към 2013 г.).